# أتابكة أذربيجان
أتابكة أذربيجان دولة إسلامية حكمت في أذربيجان في القرن السادس والسابع الهجري. أسسها شمس الدين إيلدكز وهو مملوك تركي لكمال الدين أبي طالب وزير السلطان السلجوقي محمود بن محمد بن ملك شاه.

## التاريخ
عندما اغتيل الوزير سنة 516هـ/1122م في بغداد انتقل شمس الدين إلى خدمة السلطان محمود، ثم السلطان مسعود (527-547هـ) الذي قرّبه إليه وزوّجه أخت زوجته، وهي أرملة أخيه السلطان طغرل بن محمد، فصار شمس الدين أتابكاً لأرسلان شاه بن طغرل، وأعطي حكم إقليم أَرّان سنة 541هـ/1146م، فأخذ يوسّع نفوذه في المناطق المجاورة، واستولى على معظم أذربيجان وبلاد الجبل وهمذان وأصبهان والرَّي، واتخذ من تَبْريز عاصمة له.
شارك إيلدكز أمراء الدولة السلجوقية في صراعهم للوصول إلى منصب السلطنة أكثر من مرة، وكان يؤيد فريقاً على الآخر، وكان لإسهامه في هذه الصراعات أثر كبير في وصول ابن زوجته، أرسلان بن طغرل بن محمد، إلى منصب السلطان السلجوقي في فارس والعراق. فأبقى أرسلان أتابكه إيلدكز في همذان وعين أخاه لأمه محمد جهان بهلوان بن إيلدكز حاجباً له.
قوي نفوذ إيلدكز لكونه أتابك السلطان وحاكم أذربيجان، وهيمن على جميع مرافق الدولة، واستطاع بكفايته وحسن تدبيره ومساعدة ولديه محمد جهان بهلوان ومظفر الدين عثمان قزل أرسلان أن يرد كيد الأعداء وينتصر عليهم، وأضاف إلى ما تقدم أن زوّج ابنه محمد جهان بهلوان من ابنة حاكم الري.
ظل نفوذ إيلدكز قوياً حتى وفاته سنة 568هـ/1172م ولم يكن للسلطان أرسلان إلا الاسم يخطب له على المنابر وتضرب باسمه السكة.

## قائمة الحكام
حسب زامباور:
| الحاكم                                        | تعليقات                 | سنة             |
| --------------------------------------------- | ----------------------- | --------------- |
| شمس الدين بن إيلدكز                           | -                       | سنة 541 هـ      |
| شمس الدين أبو جعفر محمد جهان بهلوان بن إيلدكز | توفي في ذو الحجة 581 هـ | نحو 568 هـ      |
| مظفر الدين قزل آرسلان عثمان بن إيلدكز         | توفي في شعبان 587 هـ    | ذو الحجة 581 هـ |
| نصرة الدين أبو بكر بن محمد                    | -                       | شعبان 587 هـ    |
| مظفر الدين أوزبك بهلوان بن محمد               | -                       | 26 صفر 780 هـ   |

## محمد جهان بهلوان (1174-1186)
خلف شمس الدين إيلدكز في الحكم ابنه محمد جهان پهلوان وكان له نفوذ أبيه فسيطر على دولة سلاجقة العراق وفارس وعلى أخيه لأمه السلطان أرسلان الذي آثر الانزواء حتى وفاته سنة 571هـ/1175م. وقيل إن أخاه محمد جهان بهلوان سمّه ليتخلص منه، وجعل السلطنة لابن أرسلان الطفل طغرل بن أرسلان وهو آخر ملوك سلاجقة فارس والعراق.
وظل محمد جهان بهلوان قوي النفوذ يرهب جانبه الحكام الآخرون ويرسلون السفراء إلى بلاطه. وتمكن بفضل قسوته وشجاعته ومساعدة أخيه عثمان قزل أرسلان من أن يدفع خطر عدوين في وقت واحد، أحدهما ملك الأبخاز الذي أغار على أذربيجان، والآخر محمد ابن طغرل بن محمد بن ملك شاه عم السلطان السلجوقي الحاكم طغرل بن أرسلان الذي أغار على العراق.
واتصل به السلطان صلاح الدين الأيوبي سنة 581هـ/1185م، لدى وصوله إلى الموصل ملتمساً منه السماح بالمرور في الأراضي الخاضعة لنفوذه كي يحطم قلاع الإسماعيلية الحشاشية في قزوين وبسطام ودامغان، ويقضي على قوتهم، ولكن جهان بهلوان خشي أن يشجع ذلك صلاح الدين على غزو العراق، فلم يسمح له بالمرور، ووقف في طريقه، وانتهى الأمر بالصلح بين الطرفين، ثم مرض جهان بهلوان بعد ذلك، ولم يلبث أن توفي في أوائل سنة 582هـ/1186م وكان حتى وفاته يسيطر على بلاد الجبل والري وأصبهان وأذربيجان وأرّان، والأمراء والأموال بحكمه، وليس للسلطان طغرل معه إلا الخطبة.

## عثمان قزل أرسلان(1186-1191)
تولى عثمان قزل أرسلان الأتابكية بعد وفاة أخيه واتخذ لنفسه لقب أمير الأمراء على أرّان وأذربيجان وهمذان وأصبهان والري، وأطاعه صاحب فارس وخوزستان، ولكنه لم يستطع السيطرة على السلطان طغرل الذي أضحى شاباً، وأراد التخلص من سيطرة عمه عثمان قزل أرسلان، فنشبت المنازعات بينهما، وانتشرت الفتنة في البلاد، وانضم كثير من الجند والأمراء إلى السلطان طغرل، فقوي أمره وكثر جمعه، ووضع يده على كثير من البلاد. فأرسل قزل أرسلان إلى الخليفة العباسي الناصر لدين الله (575 -622هـ) يستـنجده ويخوفه من طغرل بن أرسلان، ويضع نفسه في طاعته، فأمده الخليفة بجيش وصل إلى همذان قبل وصول قزل أرسلان إليها، واضطر الجيش إلى القتال بمفرده، مما أدى إلى هزيمته سنة 583هـ/1187م. أمدّ الخليفة الناصر لدين الله قزل أرسلان بجيش آخر في أوائل سنة 584 هـ/1188م، استطاع بمعونة هذا الجيش الاستيلاء على همذان والتوجه إلى كرمانشاه، فرحل طغرل قاصداً تبريز، وخشي قزل أرسلان على عاصمته تبريز، فاتجه مسرعاً إليها، وارتد طغرل إلى همذان، إلا أنه لم يستطع دخولها، وراح يتنقل في البلاد ويحاول كسب الخليفة والاستنجاد ببعض الأمراء، ومنهم صلاح الدين الأيوبي، دون طائل.
وهكذا تحول الصراع في صالح أتابكة أذربيجان، واضطر طغرل في خاتمة المطاف إلى الاستسلام لخصمه قزل أرسلان الذي سجنه في حصن قرب تبريز.

أخذ قزل أرسلان يقرب الأمراء إليه بتوزيع الإقطاعات عليهم، وتزوج بالخاتون زوجة أخيه جهان بهلوان، ووصلته رسالة من الخليفة تعرب عن رضاه وموافقته على أن يلي بنفسه عرش السلطنة سنة 587هـ/1191م، فأصبح بذلك قزل أرسلان سلطان بغداد.

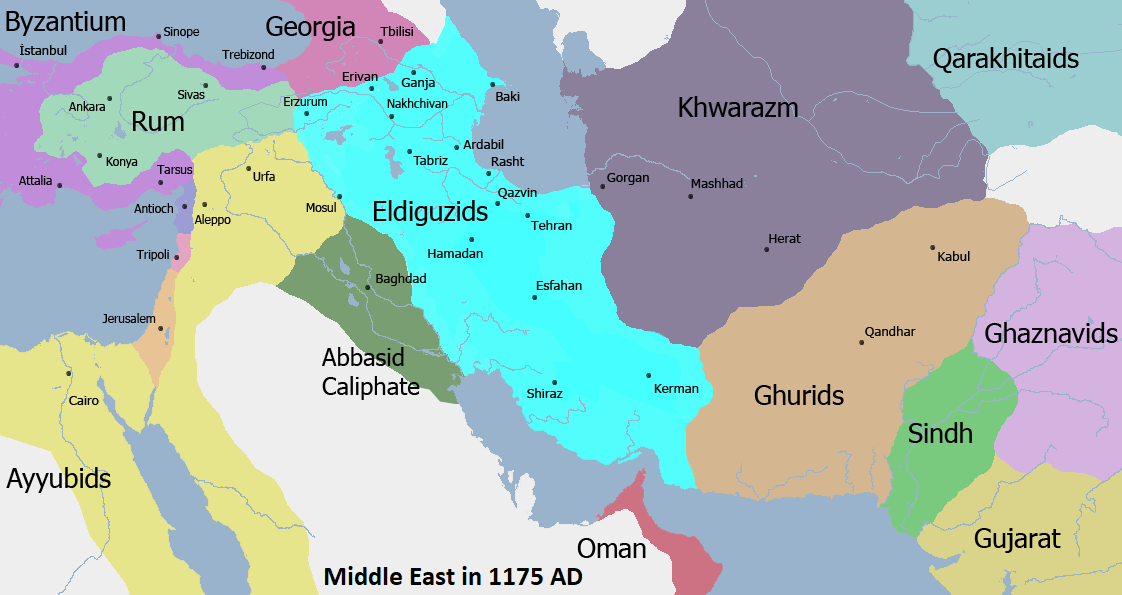
أتابكة أذربيجان

خشي أمراء العراق من قزل أرسلان، واتفقوا مع الخاتون التي كانت تشكو سوء سلوكه معها، وانصرافه عنها ومع ابنها قُتْلغُ (قُطْلغُ) إينانغ بن جهان بهلوان على اغتياله وهو نائم في فراشه سنة 587هـ/1191م. وكان تدبير المؤامرة محكماً، بحيث لم يعرف قتلته على وجه التحديد، حتى قيل إنه قتل بسبب اضطهاده للشافعية وقتله مشايخهم في أصبْهان، كما اتهم الإسماعيلية الحشاشية بقتله. ما إن قُتل قزل أرسلان، حتى أصبح الأمراء سادة الموقف، فأخذوا يقتسمون النفوذ بينهم، وضعف نفوذ أتابكة أذربيجان في عهد نصرة الدين أبي بكر بن جهان بهلوان، الذي تولى الحكم بعد عمه قزل أرسلان، واكتفى بحكم أذربيجان، في حين اقتسم الأمراء وأخوه قُتلغُ إينانغ حكم العراق وفارس. واشتدت المنافسة بين الأخوين، فنشبت نار الحروب بينهما بلاانقطاع، أربع مرات في شهر واحد. وقد أدى ذلك إلى ضعف موقف أتابكة أذربيجان فاستغل طغرل بن أرسلان هذا الموقف وخرج من سجنه وتعاون مع بعض الأمراء على قتال قتلغ إينانغ وأنصاره بالقرب من قزوين، فانتصر عليهم. واستمر حكمه بعد ذلك ثمانية أشهر.
أراد طغرل بن ارسلان أن يقوي نفوذه بالزواج من الخاتون زوجة جهان بهلوان فخوفه رجاله منها، خشية أن تستغل نفوذها، وتهيء الفرصة لابنها قتلغ إينانغ، فدس السم لها، مما أثار حمية ابنها الذي استنجد بعلاء الدين تُكُش شاه خوارزم، ولكن طغرل انتصر على الحليفين في سنتي 589هـ/1193م و590هـ/1194م. وطلب قتلغ إينانغ المساعد مرة ثالثة من حاكم خوارزم، ووافق ذلك وصول رسول الخليفة العباسي إليه يشكو طغرل ويطلب منه قصد بلاده، ومعه منشور بإقطاعه البلاد، فسار علاء الدين تكش من نيسابور إلى الري حيث تلقاه قتلغ إينانغ ومن معه بالطاعة، وأسرع طغرل لمجابهة علاء الدين قبل أن يستجمع كل قواته ولكنه انهزم بالقرب من الري وقتل سنة 590هـ، ونسب قتله إلى قتلغ إينانغ، فأسند شاه خُوارزم حكم همذان إلى قتلغ وأقطع ممالكيه بعض البلاد التي خضعت له، وعاد إلى خوارزم.

## أبو بكر (1191-1210)
تعرضت أتابكية أذربيجان في أثناء حكم أبي بكر إلى هجمات الكرج، فاستولوا على مدينة دُوَين سنة 599هـ/1202م من دون أن يحرك أبو بكر ساكناً لانهماكه في الشراب واللهو. وأنهى الخلاف مع الكرج بالزواج من ابنة ملكهم. ثم تعرضت أذربيجان لهجمات كل من علاء الدين قره سنقر صاحب مراغة، ومظفر الدين كوكبري صاحب إربل اللذين قصدا تبريز، فاستدعى أبو بكر إيدغمش مملوك أبيه الذي سيطر على همذان وأصبهان والري وغيرها، وارتد صاحب إربل من حيث أتى خشية قوة إيدغمش فقصد أبو بكر وإيدغمش مراغة وحاصراها، فصالحهما صاحبها على تسليم قلعة من حصونه إلى أبي بكر كانت سبب الخلاف بينهما، وأقطعه أبو بكر في المقابل مدينتي أُسْتُوا وأُرْمية وعاد عنه. ومالبثت الظروف أن ساعدت أبا بكر على الاستيلاء على مدينة مراغة وجميع مملكة آل قره سنقر سنة 604هـ/1207م. وكان خلفه طفلاً ما لبث أن توفي في مطلع سنة 605هـ/1208م.

## اوزبك (1210-1225)
توفي أبو بكر سنة 607هـ/1210م، فخلفه في حكم أذربيجان أخوه أوزبك، وفي عهده خرجت بلاد الجبل عن طاعة أتابكة أذربيجان، كما تعرضت أذربيجان لهجمات المغول الذين ملكوا مراغة وأَرْدَويل سنة 618هـ/1221م، وتوجهوا إلى تبريز، ففرّ أوزبك إلى نَقْجوُا (نخجوان)، وسيّر أهله ونساءه إلى خُوَيّ. ومع ذلك صمدت المدينة في وجههم ووافق المغول على فك الحصار عنها مقابل مال وثياب، وتوجهوا إلى مدينة سَراو فنهبوها وقتلوا كل من بها وانساحوا في البلاد يقتلون وينهبون ويخربون إلى أن غادروها. كذلك تعرضت أذربيجان في عهد أوزبك لهجمات القفجاق سنة 619هـ/1222م، وقصد الكرج في السنة نفسها بيلقان، ففعلوا فيها أكثر مما فعله المغول ولم يحرك أوزبك ساكناً. ثم مالبثت البلاد أن تعرضت لخطر الخُوارزمية الذين كان سقوط دولة أتابكة أذربيجان على أيديهم. ففرّ أوزبك إلى كنجة (ألنجة) خوفاً من جلال الدين منكبرتي بن خُوارزم شاه. وترك زوجته وهي ابنة السلطان طغرل آخر سلاطين السلاجقة، فحاصر جلال الدين تبريز خمسة أيام في سنة 622هـ/1225م حتى أذعن أهلها بالطاعة، وأرسلوا يطلبون الأمان واشترطوا الإبقاء على مدينة خُوَيّ وغيرها من أملاك زوجة السلطان، وهكذا سقطت دولة أتابكة أذربيجان، وتزوج جلال الدين الخاتون على فتاوى الأئمة بطلاقها من أوزبك. وتابع جلال الدين ملاحقة أوزبك الذي مالبث أن توفي في السنة نفسها.
كانت البلاد في أيام أتابكة أذربيجان عامرة كثيرة الأموال والرجال، وكانوا منضوين تحت سلطة سلاجقة العراق وفارس، وحكموا المنطقة باسمهم، وسكوا اسم السلاطين على نقودهم ثم استقلوا وانفردوا بحكم البلاد ابتداء من سنة 587هـ/1191م.